# آيت عتو (احمدون)
آيت عتو هو دُوَّار يقع بجماعة راس تابودة، إقليم صفرو، جهة فاس مكناس في المملكة المغربية. ينتمي الدوّار لمشيخة احمدون التي تضم 18 دوار. يقدر عدد سكانه بـ 336 نسمة حسب الإحصاء الرسمي للسكان والسكنى لسنة 2004.

## وصلات خارجية
- البوابة الوطنية للجماعات الترابية
- المندوبية السامية للتخطيط